# كيم إينا
كيم إينا (بالكورية: 김이나)‏ هي شاعرة غنائية كورية جنوبية ولدت في 27 أبريل 1979. اشتهرت بكتابة كلمات الأغاني بوب كوري، كانت نشطة منذ عام 2003.

## ديسكوغرفي
هذا هو جدول الأغاني التي كتبتها وشاركت في كتابتها، والتي بلغت ذروتها في المرتبة الأولى على مخطط غاون للموسيقى في كوريا الجنوبية.
| فنان           | أغنية                                                          | سنة  |
| -------------- | -------------------------------------------------------------- | ---- |
| براون آيد بنات | "الحب"                                                         | 2008 |
| براون آيد بنات | " أبراكادابرا "                                                | 2009 |
| براون آيد بنات | "لافتة"                                                        | 2009 |
| براون آيد بنات | "حاسة سادسة"                                                   | 2011 |
| غايين          | "لا رجعة فيه" ( (بالكورية: 돌이킬 수 없는)‏ )                   | 2010 |
| غايين          | "آبل" (الفذ. جاي بارك )                                        | 2015 |
| جاين وجو كوون  | "وقعنا في الحب" ( (بالكورية: 우리 사랑하게 됐어요)‏ )           | 2009 |
| ك ويل          | " (بالكورية: 니가필요해)‏                                       | 2012 |
| آي يو          | " Nagging " (الفذ. Seulong من 2 صباحًا ) ( (بالكورية: 잔소리)‏ ) | 2010 |
| آي يو          | " يوم جيد " ( (بالكورية: 좋은 날)‏ )                            | 2010 |
| آي يو          | "أنا فقط لم أكن أعرف" ( (بالكورية: 나만 몰랐던 이야기)‏)        | 2011 |
| آي يو          | " أنت وأنا " (بالكورية: 너랑 나)‏ )                             | 2011 |
| آي يو          | " Every End of the Day " (بالكورية: 하루 끝)‏                   | 2012 |
| آي يو          | " الحذاء الأحمر " (بالكورية: 분홍신)‏)                          | 2013 |
| تايون          | " 11:11 "                                                      | 2016 |
| سوزي وبيكهيون  | " الحلم "                                                      | 2016 |
| بارك هيو شين   | "تألق نورك"                                                    | 2015 |
| بارك هيو شين   | "صوت الشتاء" (بالكورية: 겨울소리)‏)                             | 2018 |

## روابط خارجية
- كيم إينا على موقع ميوزك برينز (الإنجليزية)